# Chrysolina aveyronenesis
Chrysolina aveyronenesis é uma espécie de artrópode pertencente à família Chrysomelidae.